# ギュムリ駅
ギュムリ駅（ギュムリえき、アルメニア語: Գյումրիի Երկաթգծի Կայարան、英: Gyumri Railway Station）は、アルメニア共和国ギュムリにある駅である。
当駅は、ギュムリ市内の主要駅であり、アルメニア共和国では一番古い駅である。

## 歴史
ギュムリの鉄道ジャンクションは、アルメニア共和国内で最も古く、最大なものである。これは1897年に形成された。
グルジアのティフリスと都市を結ぶアレクサンドロポリ（現・ギュムリ）への最初の鉄道連絡は、1899年に完成した。
鉄道路線はその後、アレクサンドロポリからエレバン（1902年）、カルス（1902年）、Jolfa（1906年）およびタブリーズまで延伸された。
その結果、アレクサンドロポリは重要な鉄道ハブとなった。
2013年現在、当駅ではエレバンとバトゥミへの定期的な旅客列車を運行している。
南カフカース鉄道は、アルメニア共和国における鉄道部門の現行運営者である。